# Цыганов, Сергей Николаевич
Сергей Николаевич Цыганов (4 января 1992, Санкт-Петербург) — российский футболист, нападающий.

## Биография
Занимался футболом с семи лет, воспитанник футбольной школы «Смена» (ныне — академия ФК «Зенит»), тренеры — Александр Борисович Колодкин, Михаил Аркадьевич Ковалёв, Игорь Владимирович Лебедев. Становился серебряным призёром чемпионата России среди СДЮСШОР 2008 года, бронзовым призёром среди детско-юношеских команд премьер-лиги 2009 года. В юношеском возрасте выступал в первенстве любительских команд за «Смена-Зенит», «Смена-Зенит-Д», «Коломяги-47». В сезоне 2011/12 сыграл 32 матча и забил три гола в первенстве молодёжных команд за дубль «Зенита».
В 2013 году перешёл в молдавский «Зимбру». В чемпионате Молдавии дебютировал 30 марта 2013 года в игре против «Рапида» (Гидигич), вышел на замену на 78-й минуте, а на 93-й минуте забил свой первый гол, установив окончательный счёт матча 4:2. В сезоне 2013/14 попал в топ-5 лучших бомбардиров чемпионата Молдавии, забив 13 голов, также в этом сезоне стал обладателем Кубка Молдавии. Всего за полтора сезона в чемпионате страны сыграл 39 матчей и забил 17 голов.
Вернувшись в Россию, перешёл в клуб ФНЛ «Енисей», но в основе не закрепился, сыграв всего пять матчей. Затем играл на правах аренды за команды второго дивизиона — «Динамо» (Барнаул) и «Сызрань-2003». В дальнейшем выступал за «Олимпиец», «Зоркий», «Сызрань-2003», «Волга» (Ульяновск), «Машук-КМВ».
С 2021 года выступал в Чемпионате 8х8 Санкт-Петербурга за «СтройБизнесРесурс»
Вызывался в юношескую сборную России.